# Fernando Fernandes (jornalista)
Fernando Fernandes (São Paulo, 22 de fevereiro de 1962) é um jornalista esportivo, repórter e apresentador brasileiro.
Atualmente, é um dos principais nomes do esporte do Grupo Bandeirantes.
Já cobriu nove Copas do Mundo, cinco Jogos Olímpicos, quatro Jogos Pan-Americanos, além de ter marcado presença em inúmeras finais de campeonatos nacionais e internacionais entre clubes e seleções.

## Carreira
Nasceu no bairro do Brás e foi criado na Mooca, onde estudou na Escola MMDC e chegou a jogar futsal no Clube Atlético Juventus. Também praticou surfe por muitos anos.
Se formou em Jornalismo pela FIAM. Também é pós-graduado em Marketing Esportivo.
Começou na Rádio Cultura, preparando as entrevistas para a apresentadora do dia. Depois, foi pela Rádio Excelsior, no programa "Bar Brasil", ao lado de Claudinei Ferrari e Marina Stábile, em 1984. Depois integrou a equipe de Osmar Santos na Record, entre 1988 e 1991, tanto em rádio como televisão.
Após a cobertura do Pan-Americano de Cuba, em 1991, recebeu uma proposta para trabalhar em Portugal, sendo o primeiro repórter brasileiro na TV portuguesa, destacando-se nas coberturas de futsal e, depois, foi assessor da modalidade no país. Na TV4, uma TV independente, cobriu a Champions League de 1992. Também fez entrevistas com craques brasileiros que estavam na Europa, entre eles Romário (no PSV da Holanda) e Casagrande (no Ascoli, da Itália).
Retornou ao Brasil em 1993, trabalhou no SporTV e depois foi para a Band, entre 1994 e 2001. Nesta primeira fase na emissora, foi chefe de reportagem na Copa de 94, com Datena, Gilson Ribeiro, Eli Coimbra e Juarez Soares. Em 1995, se torna editor do programa Show do Esporte. Dois anos depois, se tornou repórter de campo.
Teve uma passagem pela Record entre 2002 e 2005, onde foi o principal repórter na cobertura do futebol paulista. Lá cria, em 2003, o quadro Papo de Boleiro, onde são feitas entrevistas com jogadores de futebol de uma maneira informal e descontraída.
Voltou à Bandeirantes em 2006, período em que se estabeleceu como um dos jornalistas mais respeitados e premiados, ganhando três troféus Aceesp como melhor repórter.
Na Rádio Bandeirantes, apresenta o programa Mundo dos Esportes.
Nas férias do apresentador Neto, apresenta o programa Os Donos da Bola.
Em 2021, assume a apresentação do programa esportivo Esporte Total.

### Prêmios
| Ano  | Prêmio                                                                     | Categoria             | Resultado | Ref.   |
| ---- | -------------------------------------------------------------------------- | --------------------- | --------- | ------ |
| 1998 | Troféu ACEESP (Associação dos Cronistas Esportivos do Estado de São Paulo) | Repórter de TV        | Venceu    | [ 12 ] |
| 2003 | Troféu ACEESP (Associação dos Cronistas Esportivos do Estado de São Paulo) | Repórter de TV        | Venceu    | [ 13 ] |
| 2009 | Troféu ACEESP (Associação dos Cronistas Esportivos do Estado de São Paulo) | Repórter de TV        | Venceu    | [ 14 ] |
| 2010 | Troféu ACEESP (Associação dos Cronistas Esportivos do Estado de São Paulo) | Repórter de TV        | Venceu    | [ 15 ] |
| 2011 | Troféu ACEESP (Associação dos Cronistas Esportivos do Estado de São Paulo) | Repórter de TV Aberta | Indicado  | [ 16 ] |
| 2012 | Troféu ACEESP (Associação dos Cronistas Esportivos do Estado de São Paulo) | Repórter de TV Aberta | Indicado  | [ 17 ] |
| 2014 | Troféu ACEESP (Associação dos Cronistas Esportivos do Estado de São Paulo) | Repórter de TV        | Indicado  | [ 18 ] |
| 2015 | Troféu ACEESP (Associação dos Cronistas Esportivos do Estado de São Paulo) | Repórter de TV        | Venceu    | [ 19 ] |
| 2016 | Troféu ACEESP (Associação dos Cronistas Esportivos do Estado de São Paulo) | Repórter de TV        | Indicado  | [ 20 ] |
| 2017 | Troféu ACEESP (Associação dos Cronistas Esportivos do Estado de São Paulo) | Repórter de TV        | Indicado  | [ 21 ] |

## Vida pessoal
Filho de pai taxista e mãe dona de casa, é casado com a jornalista Cristina Scaff e tem um filho, chamado Fernando.
É famoso por sua coleção de tênis.